# Ivan IX.
Ivan IX., papa od siječanj 898. do siječanj 900. godine.